# Pauline Michel
 (décembre 2024).
Si vous disposez d'ouvrages ou d'articles de référence ou si vous connaissez des sites web de qualité traitant du thème abordé ici, merci de compléter l'article en donnant les références utiles à sa vérifiabilité et en les liant à la section « Notes et références ».
Œuvres principales
- Les Yeux d'eau (1975)
- L’Œil sauvage (1988)
- Frissons d'enfants (2006)
- Le Fil invisible (2014)

Pauline Michel, née à Asbestos (Québec) le 17 mai 1944, est une écrivaine et autrice-compositrice québécoise.

## Biographie
Pauline Michel a publié plus d'une vingtaine de livres : romans, contes, nouvelles, poésie et théâtre. Elle a aussi composé des dizaines de chansons, pour adultes et pour enfants, dont la plupart sont enregistrées sur disques, en plus d'avoir été scénariste pour la télévision et le cinéma.
Pauline Michel a commencé une carrière dans l'enseignement, avec un baccalauréat en pédagogie de l'Université de Sherbrooke et une licence en lettres de l'Université Laval à Québec. Après avoir publié deux premiers romans (en 1975 et en 1978), elle en tire des chansons qui la font connaître comme auteur-compositeur, surtout après avoir remporté le concours « Québec en chansons » en 1980 et lancé deux albums microsillons la même année. Après la publication du recueil de poésie L’Œil sauvage en 1988, elle fait plusieurs tournées de poèmes et chansons et participe à divers événements littéraires au Québec et en France, notamment la décade de L'Atelier Imaginaire, dans le Sud-Ouest.
Dans les années 1980 et 1990, Pauline Michel travaille beaucoup pour le cinéma et la télévision. Elle contribue à la scénarisation de diverses séries télévisées : You-hou, Animagerie, Télé-Ressources, Le Château des enfants, Hello Moineau, À la Claire Fontaine, Passe-Partout. En 1989, elle gagne le prix Adate pour le scénario de la production multimédia La Poupée abandonnée. Elle participe ensuite comme scénariste, comédienne et chanteuse au film La Caresse d'une ride de Diane Létourneau (ONF, 1996), et comme consultante en scénarisation au documentaire Les Cheveux en quatre de Mireille Dansereau. Elle est enfin conceptrice et co-scénariste de La Maison de Ouimzie, série d'émissions pour enfants produite par Cinar et vendue dans une centaine de pays.
En 2004, à la suite d'un appel de candidatures à travers le pays, Pauline Michel est nommée poète officiel du Parlement du Canada. Elle était le premier auteur francophone et la première femme désignée à cette fonction.

## Œuvres

### Romans
- 1975 :  Les Yeux d'eau, Granby, Éditions Gaudet[4].
- 1978 :  Mirage, Montréal, Éditions Hurtubise HMH, collection « L’Arbre »[5].
- 2000 :  Le Papillon de Vénus, Hull, Éditions Vents d'Ouest[6].
- 2002 :  Les Yeux d'eau, réédition, Montréal, Lanctôt éditeur.
- 2004 :  Mirage, réédition, Montréal, Lanctôt éditeur.
- 2009 :  Venus Butterfly, traduction du Papillon de Vénus, Fredericton, Broken Jaw Press.
- 2011 :  Les Amants de la dernière heure, coécrit avec Mario Pelletier, Montréal-Paris, Transit[7].
- 2014 :  Quand l'amour efface le temps, coécrit avec Mario Pelletier, Montréal, Québec-Livres[8].
- 2014 :  Le Fil invisible, version revisitée du Papillon de Vénus, Montréal, Québec-livres[9].
- 2015 :  La Vie de Flavie, T.1, Aïe j'existe !, roman pour enfants, Montréal, Hurtubise[10],[11].
- 2016 :  La Vie de Flavie, T.2, À la recherche de Jean perdu, roman pour enfants, Montréal, Hurtubise[12].
- 2017 : La quête de la fille disparue, coécrit avec Mario Pelletier, Montréal, Fides.
- 2020 : J'éclate ! Ma famille pop-corn, Montréal, Les heures bleues.

### Poésies
- 1988 :  L'Œil sauvage, poésie, Mont-Saint-Hilaire, Publications Chant de mon pays[13].
- 2002 :  « Tu es lumière et tu retourneras en lumière », Le 11 septembre des poètes du Québec (collectif), Montréal, Trait d'Union.
- 2006 :  Funambule / Tightrope, édition bilingue, Fredericton, Broken Jaw Press[14].
- 2016 :  Les Fées insomniaques, Trois-Rivières, Écrits des Forges[15].

### Contes et nouvelles
- 1992 :  Cannelle et Pruneau dans les feuilles de thé, « Les contes Passe-Partout », Montréal, Télé-Québec[16].
- 2006 :  Frissons d'enfants / Haunted Childhoods, nouvelles, édition bilingue, Montréal, XYZ éditeur[17].

### Théâtre
- 2006 :  Au fil de l’autre, Montréal, Duchesne éditeur.

### Chansons
- 1985 :  Hello Moineau, chansons pour enfants, Mont-Saint-Hilaire, Publications Chant de mon pays.
- 2000 :  Le Tour du monde, chansons pour enfants, Mont-Saint-Hilaire, Publications Chant de mon pays.

### Collectifs et anthologies
- 1967 : La Tourmente, Québec, Presses de l’Université Laval.
- 1994 : En marge du calendrier, Montréal, Éditions Triptyque.
- 1995 : L’instant Fragile, Montréal, Humanitas.
- 1995 : Un oiseau dans la pièce (房中鸟/.申慧辉), Beijing, Chine, Hebei Education Press.
- 1997 : L’instinct Farouche, Montréal, Humanitas.
- 1998 : Arcade #44, Illusions, Trois-Rivières, Écrits des Forges.
- 2000 : Arcade #48, La quête amoureuse, Trois-Rivières, Écrits des Forges.
- 2002 : Le 11 septembre des poètes du Québec, Montréal, Trait d’union[18].
- 2004 : Brèves littéraires #66, Laval, Éditions Brève[19].
- 2004 : Brèves littéraires #67, Laval, Éditions Brève[20].
- 2004 : Marcher avec Saint-Denys Garneau, Ste-Mélanie, Créations Bell’Arte[21].
- 2004 : Arcade #61, Mascarade, Trois-Rivières, Écrits des Forges.
- 2005 : Arcade #63, L’éphémère, Trois-Rivières, Écrits des Forges.
- 2006 : Freedom: An Anthology of Canadian Poets for Turkish Resistance, Montréal, Poetas.com.
- 2010 : Revue Code-barres, L’autoportrait, Montréal, Bip Culture & Création.
- 2011 : Revue Code-barres, Disparition, Montréal, Bip Culture & Création.
- 2018 : LQ critique + littérature, Montréal, Lettres québécoises.
- 2019 : Revue Possibles, Vol.43, #2, Montréal, Université de Montréal.
- 2019 : Chroniques du çà et là, #16, Poèmes au féminin, Paris, PHB Éditions.
- 2019 : Chant de plein ciel – Voix du Québec, France, Éditions Pourquoi viens-tu si tard[22].
- 2021 : Traversées #99, Jean-Pierre Otte, Virton, Belgique, Éditions Traversées.
- 2021 : 50 ans de poésie, 1971-2021, Trois-Rivières, Écrits des Forges[23].
- 2022 : Chroniques du çà et là, #21, Bref, 1, Paris, PHB Éditions.
- 2022 : Femmes de Parole, #6, Immortelles, Laval, Femmes de parole.
- 2022 : Les Temps présents, Éditions Petite-Rivière-Saint-François.
- 2022 : Mosaïque québécoise – Femmes des Forges, Trois-Rivières, Écrits des Forges[24].
- 2023 : Femmes de Parole, #7, Résurgences du rêve, Laval, Femmes de parole.
- 2023 : Mythologies, Montréal, Éditions Adage.
- 2023 : Livre d’or de l’Atelier imaginaire, Juillan, France, Publications H.C.
- 2024 : Du corps du poète au corps poétique, France, Embarquement poétique, Les Cahiers de Poètes & Co.[25]

## Discographie
- 1980 : Au cœur d’la vie, album, 11 chansons avec musique de Marie Bernard[26].
- 1980 : Contrastes, album, 10 chansons, musique de P. Michel, M. Bernard et autres[27].
- 1981 : Le Chat, album de la série télévisée « Animagerie » de Radio-Canada. Textes de Pauline Michel, musique de Ginette Bellavance.
- 1985 : Hello Moineau, album de la série pour enfant diffusée dans plusieurs pays. Textes de Pauline Michel, musique de Roger Lesourd[28].
- 2000 : Le Tour du monde, CD, 12 chansons pour enfants, musiques de Pauline Michel, Roger Lesourd et autres.
- 2000 : Le Tour du monde, chansons sur DVD et VHS, Montréal, Distribution Guy Cloutier.

## Prix, bourses et distinctions
- 1975/1977 : subvention du ministère des Affaires culturelles du Québec pour la pièce de théâtre Les Sens ensorceleurs.
- 1980 : Premier prix du concours « Québec en chansons » (ex-æquo avec Sylvie Tremblay).
- 1989 : Prix Adate à Productions 89 pour le scénario La Poupée abandonnée.
- 1989 : bourse de l’Ambassade du Canada à Paris pour la tournée de l’Atelier imaginaire dans le Sud-Ouest de la France.
- 2004 : nomination comme Poète officiel du Parlement du Canada[29], pour un mandat de deux ans.